# Las Rosas (metropolitana di Madrid)
Las Rosas è una stazione della linea 2 della metropolitana di Madrid.
Si trova sotto al Paseo de Ginebra, nel distretto di San Blas-Canillejas.

## Storia
La stazione è stata inaugurata il 16 marzo 2011 come nuovo capolinea della linea 2.

## Accessi
Ingresso Las Rosas
- Paseo de Ginebra Paseo de Ginebra (angolo con Calle de Suecia)
- Ascensore Paseo de Ginebra, 35